# Marc II d'Alexandrie (Copte)
Pour les articles homonymes, voir Marc.
Marc II d'Alexandrie est un  patriarche copte d'Alexandrie de  799 à 819.

## Contexte
Il succède à Jean IV et siège du 27 janvier 799 au 17 avril 819.